# Madeleine Pierard

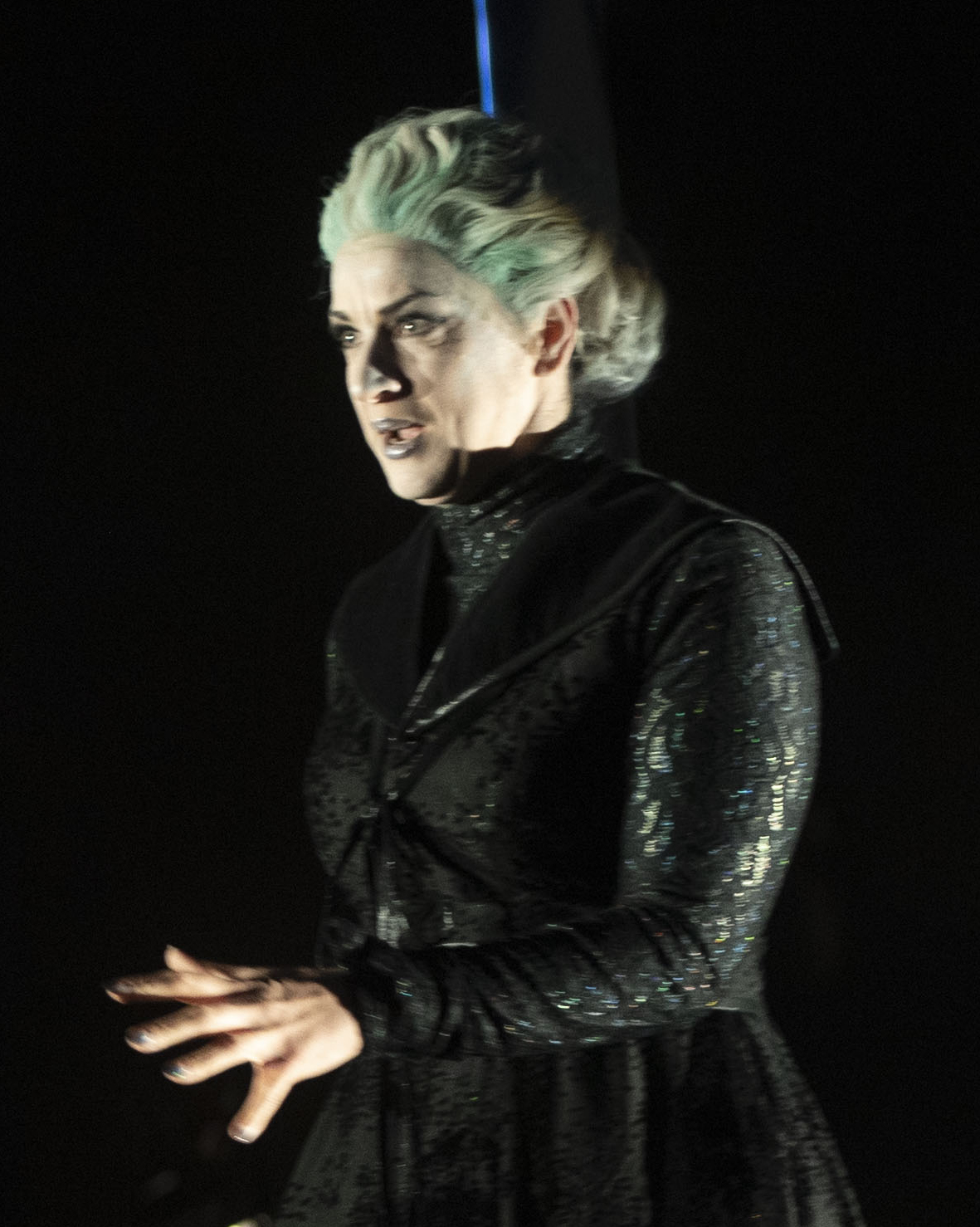
Madeleine Pierard

Madeleine Pierard ist eine neuseeländische Opernsängerin, die auf internationalen Bühnen auftritt.

## Herkunft und Ausbildung
Pierard kommt ursprünglich aus Napier, Neuseeland und stammt aus einer großen Musikerfamilie. Sie lernte von klein auf Klavier und wandte sich später der Stimme als ihrem wichtigsten musikalischen Ausdrucksmittel zu. Ihre Gesangsausbildung begann als Mitglied des New Zealand Youth Choir, Voices New Zealand und The Tudor Consort.
Pierard schloss einen BMus in Performance, Musikwissenschaft und Komposition an der Victoria University in Wellington ab, und erwarb anschließend ein PGDip mit Auszeichnung am Royal College of Music in London. Sodann belegte sie Meisterklassen bei Lillian Watson an der Benjamin Britten International Opera School in London. Während ihrer Ausbildung erhielt sie eine Reihe von Stipendien und Auszeichnungen, darunter den Lexus Song Quest, den Lies Askonas und den Royal Overseas League-Preis, auch war sie Jette Parker Young Artist an der Royal Opera, Covent Garden. Zudem gewann Pierard die Les Azuriales Ozone Opera Competition an der Côte d’Azur, Frankreich, und den Elm Vocal Award der Wigmore Hall, England.

## Musikalische Karriere
Pierard wurde als lyrische Sopranistin in ihrem Heimatland Neuseeland bekannt, nachdem sie 2005 den Lexus Song Quest gewann, einen Wettbewerb, der auch zum Start der Karrieren von anderen international bekannten neuseeländischen Opernstars wie Kiri Te Kanawa und Jonathan Lemalu beigetragen hatte.
Während ihrer Zeit in Großbritannien und bei Besuchen in Neuseeland stand sie mit wichtigen Rollen auf Opern- und Konzertbühnen. Dazu hatte sie zahlreiche Einzel- und Tourneeauftritte mit einem weiten Opern, Lied- und Oratorienrepertoire im Südpazifik und in Europa. Sie sang u. a. die Rolle der Gerechtigkeit in Mozarts Die Schuldigkeit des ersten Gebots mit der Classical Opera Company in London und Marzelline (Fidelio) mit der Auckland Philharmonia und der NBR New Zealand Opera. Pierard hatte Gastauftritte in Konzerten mit Dame Kiri Te Kanawa und mit Jonathan Lemalu. Im März 2008 trat sie während der Commonwealth Day Observance vor Königin Elisabeth II. und dem Herzog von Edinburgh in der Westminster Abbey als Solokünstlerin auf.
An der Royal Opera in London sang Madeleine die Rollen der Contessa di Folleville (Il viaggio a Reims), der Musetta (La Bohème – London/Istanbul), Lisa (La sonnambula), der Berta (Il barbiere di Siviglia) und des Sandmann (Hänsel und Gretel), der Sacerdotessa (Aida), der Noémie (Cendrillon), der Waldnymphe (Rusalka) und der Costanza in Haydns L’isola disabitata in Hobart, Tasmanien. Ebenfalls für die Royal Opera hat sie die Rollen der Violetta, Donna Anna, Káťa (Káťa Kabanová), Marfa (Die Zarenbraut), Elettra(Idomeneo) und Leila (Les pêcheurs de perles) gegeben. Sie spielte in der bahnbrechenden BBC-Fernsehserie Maestro at the Opera in Zusammenarbeit mit dem Royal Opera House mit und sang die Rollen der Rosalinde, Donna Anna und Musetta.
Ihr vielfältiges Repertoire umfasst zudem auch Lady Macbeth (Macbeth) an der English Touring Opera, Pat Nixon (Nixon in China), Miss Jessel (The Turn of the Screw) und Musetta an der New Zealand Opera, Anne Trulove (The Rake’s Progress) und Marzelline (Fidelio) mit dem Auckland Philharmonic Orchestra, Musetta in Francesca Zambellos in der Royal Albert Hall, Louise (Louise), Elettra (Idomeneo) und Cecilio (Lucio Silla) beim Buxton Festival.
Pierards Opern- und Oratorienauftritte haben in britischen und internationalen Leitmedien viel positive Kritiken erhalten. So sagte der britische Independent über ihren Auftritt als Meleagro in Atalanta während des Londoner Händel-Festivals, „ihre Stimme bewegt sich mit Geschmeidigkeit und Reinheit des Tons durch die komplizierten Vertonungen.“ The Times schrieb über ihre Darbietung von Arnold Schönbergs musikalischem Monodram Erwartung: „Pierards Auftritt war faszinierend: sie meisterte nicht nur Schönbergs verteufelt schwierigen Herausforderungen an die Stimmführung, sondern erzeugte mit jeder mimischen Geste und Körperbewegung eine je andere Mikrofacette des inneren Aufruhrs.“
Neben der Oper hat Pierard ein besonderes Interesse an der Aufführung zeitgenössischer Werke und hat die Symphonie Nr. 2 des neuseeländischen Komponisten Ross Harris mit dem Auckland Philharmonia Orchestra uraufgeführt. Pierard hat mehrere Aufnahmen, u. a. mit dem New Zealand Symphony Orchestra mit Werken für Sopran und Orchester von Lyell Cresswell und Beethoven für das Naxos Label eingespielt.
Zu Pierards Konzertauftritten als Solistin zählen Beethovens 9. Symphonie und Poulencs Stabat mater mit der London Philharmonia in der Royal Festival Hall und im Barbican Centre, sowie zahlreiche Auftritte und Aufnahmen mit dem New Zealand Symphony Orchestra, darunter Haydns Oratorium Die Schöpfung, dem auch im New Zealand National Radio gesendeten Messias Händels unter Nicholas McGegan, eine Operngala mit dem L’Orchestre Symphonique de Bretagne in der Bretagne, Frankreich, Ross Harris’ Symphonie Nr. 2 mit dem Orchestre Symphonique de Straßburg, und Schönbergs Pierrot Lunaire. Sie trat außerdem als Solistin mit dem Royal Ballet in Faurés Requiem und Poulencs Gloria sowie als Solistin in der Orff’schen Carmina Burana mit dem Birmingham Royal Ballet im London Coliseum auf. Als Solistin sang sie auch in den Londoner Wigmore und Cadogan Halls und tourte mit einem Soloprogramm durch Neuseeland.
Seit 2021 entwickelte und leitet sie das Opernprogramme Te Pae Kōkako – The Aotearoa New Zealand Opera Studio (TANZOS) an der University of Waikato in Hamilton, Neuseeland, das sich der Ausbildung talentierter Nachwuchssänger aus dem südpazifischen Raum widmet.
2023 gab Pierard ihr Debüt am Sydney Opera House als Leonore in Beethovens Fidelio in einer konzertanten Aufführung mit dem Sydney Symphony Orchestra unter Simone Young.

## Diskographie (in Auswahl)
- Ludwig van Beethoven: Egmont / Ah, perfido / Marches (Pierard, New Zealand Symphony, Judd), Naxos
- L. Cresswell: Voice Inside (The) / Alas! How Swift / Cassandra’s Songs / Kaea (Pierard, New Zealand Symphony, Judd), Naxos
- Ross Harris: Symphonies Nos. 2 and 3 (Pierard, Auckland Philharmonia, Letonja), Naxos